# Курбанов, Джумамурад
Джумамурад Курбанов (1918 — 2002) — советский туркменский хозяйственный, государственный и партийный деятель.

## Биография
Родился в 1918 году. Член ВКП(б) с 1940 года.
С 1933 года — на хозяйственной, общественной и политической работе. В 1933—1979 гг. — счетовод колхоза, инструктор-бухгалтер, старший бухгалтер машинно-тракторной станции, районного земельного отдела, секретарь районного комитета КП(б) Туркменистана, 1-й секретарь областного комитета ЛКСМ Туркменистана, 1-й секретарь районного комитета КП(б) Туркменистана, секретарь Ташаузского областного комитета КП(б) Туркменистана по кадрам, 1-й секретарь ЦК ЛКСМ Туркменистана, заведующий Отделом административных органов ЦК КП Туркменистана, министр государственного контроля Туркменской ССР, секретарь Ташаузского областного комитета КП Туркменистана,
министр внутренних дел Туркменской ССР, 1-й секретарь Ташаузского областного комитета КП Туркменистана, заведующий Отделом административных органов, Отделом промышленности по переработке сельскохозяйственного сырья и торговли, Отделом торговых, плановых и финансовых органов ЦК КП Туркменистана.
Избирался депутатом Верховного Совета СССР 6-го созыва.

## Награды
- Орден Ленина (28.10.1948)
- Орден Трудового Красного Знамени (28.01.1950; 1965; 30.08.1971[1])
- Орден Знак Почёта (1957)